# Clas Livijn
Clas Livijn, född den 12 november 1781 i Skänninge, död den 12 oktober 1844 i Stockholm, var en svensk författare, jurist, ämbetsman och fängelsereformator. Han var en av de tidiga banbrytarna inom svensk romantik och är mest känd för sin roman Spader Dame.

## Biografi
Prästfamiljen Livin flyttade till Högby pastorat när Clas var ung, då komministern i Skänninge, magister Johan Alexander Livin den 23 februari 1795 blev kyrkoherde i Högby, Västra Skrukeby socken och Hogstads socken, socknarna belägna utanför Skänninge. Modern hette Juliana Kristina Törner. 

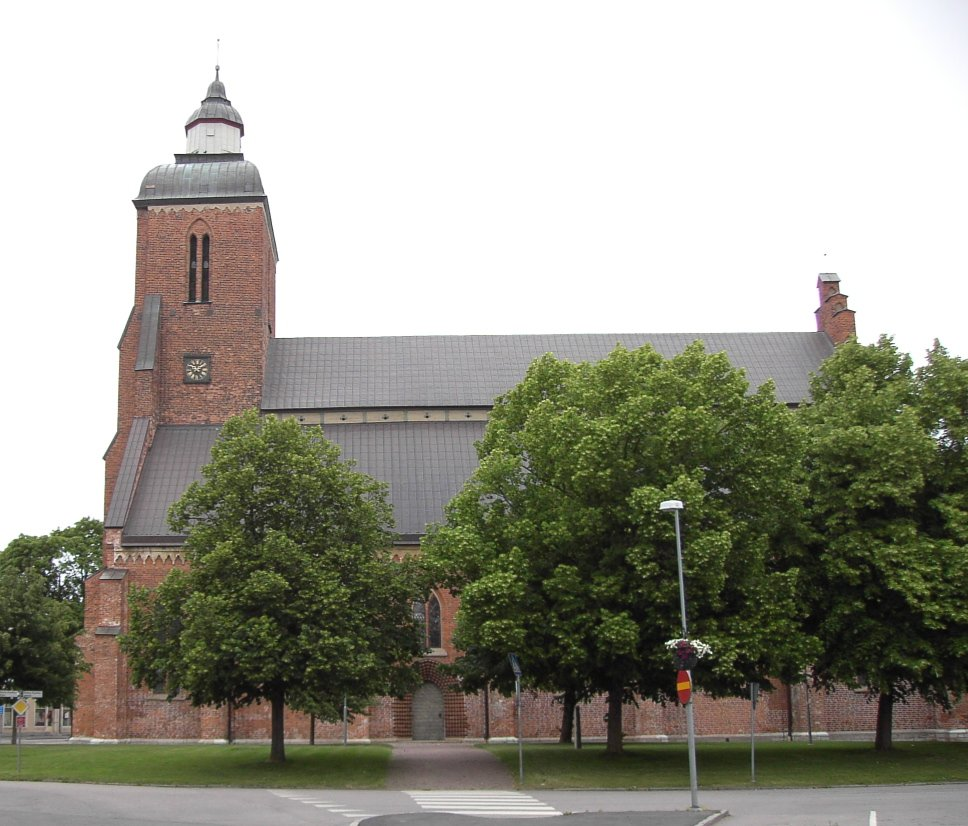
Exteriörbild från Vårfrukyrkan i Skänninge. Här var Clas Livijns far komminister, och senare kyrkoherde i Högby pastorat år 1795.

### Barn- och ungdomsåren
Fadern dog i början av 1800-talet och barnen lämnades kvar med en mor som var förmögen, men ogin mot sina barn och lät Clas Livijn tidigt känna bitterheten i att stå nära det ekonomiska oberoendet och dock vara utestängd därifrån. Han tog med energi itu med praktiska arbetsuppgifter men var inte desto mindre den kanske mest utpräglade borgarfienden bland de svenska romantikerna. Han var lika outtröttlig i sin satir mot upplysningstidens akademiska poeter, som mot dem som tillhörde den mer sentimentala riktningen; i båda fall stördes han av det han uppfattade som falskhet. De svenska ämbetsmännens okunnighet, lättja och besticklighet är ett ofta återkommande tema i hans brev och tidningsartiklar. Han har bidragit till skvallerkrönikan om Wirséns underslev, han hjälpte till att vinna resning åt de oskyldigt dömda i Värmdömålet, och han levererade 1831 en förbittrad vidräkning med hela det byråkratiska systemet i Sverige, varvid han gjorde aristokratisk nepotism ansvarig för dess ineffektivitet.
Å andra sidan var han dock vid denna tid gift med en systerdotter till Gustaf Fredrik Wirsén, Beata Sophia Löwenborg (1794-1868), dotter till tullinspektoren C.M.R. Löwenborg. Hon var uppfödd i Wirséns hus, så Clas upptäckte goda drag hos den förtalade ämbetsmannen, blev en motståndare till liberalismen, avancerade till generaldirektör för rikets fångvård och gladde sina barn med att visa sig i ordensprydd ämbetsdräkt.

### Utbildning
Efter skolgång i prästhemmet, trivialskolan i Skänninge och gymnasiet i Linköping, kom Clas Livijn år 1800 som 19-åring till universitetet i Lund för att studera till präst, men i samband med faderns död flyttade han 1802 till universitetet i Uppsala. Som student vid Uppsala universitet stiftade Livijn 1803 jämte Lorenzo Hammarsköld och några andra jämnåriga sällskapet Vitterhetens vänner, genom vilket de romantiska idéerna först vann insteg i Sverige.
Livijns första litterära försök utgjordes av tävlingsskrifter i detta sällskap, mestadels parodiska dikter, i vilka den akademiska smaken förhånades. Under pseudonymen Olof Mollbergsson skrev han polemiska artiklar i Stockholmsromantikernas tidskrift Polyfem, grundad 1809. Det fästes stora förhoppningar vid Livijn; Hammarsköld såg i honom ämnet till en svensk Goethe. Han var mottaglig för de nya idéerna, hade en yster fantasi, var kvick, slagkraftig och ironisk i repliken, men förhoppningarna infriades endast ytterst sporadiskt.
Studierna i Uppsala fick ett snabbare slut än han själv önskade. Vissa terminer hade han det mycket dåligt ställt och fick klara sig på stipendier och arbete som informator, alltså som en privatlärare som bor i huset där han undervisar. Arvet efter fadern räckte inte långt. Dessutom ville hans mor att han skulle fortsätta familjetraditionen och bli präst. Med anledning av detta skrev Livijn till vännen Hammarsköld:
"Ja, få se hurudant mitt öde blir, det har jag nästan beslutat, att, huru olycklig jag än må blifva, dock ej låta mitt ljus lysa för bönderna för tjugofem riksdaler om året och lotsa käringsjälar åt himmelrik; de behöfva en säkrare att konvojera dem än jag, ty hafva de ej ganska goda dokumenter och riktiga certificater, torde det väl hända att jag låter hin onde kapa bort en eller annan."
Här, som många gånger i sitt liv, gör han skäl för sin drastiska devis frangi non flecti, lat. brytas icke böjas. Enligt breven till Hammarsköld från denna tid vill han ropa ut Aut Caesar aut nihil till världen; han svärmar för tanken på självmord som ett alternativ till berömmelse:
"Och skulle åter det, äfven der inträffa, som lätt kan ske, att ingen fäster uppmärksamhet vid min lilla person, skall jag sätta Pistolen för pannan och säga post mortem nihil, ipsaque mors nihil." (Mortensen 1913, s. 55)
Mot bakgrunden av detta förstår man att prästbanan var otänkbar. Livijn ville i stället ägna sig åt vetenskap; våren 1804 sökte han det Flodinska stipendiet, vilket skulle ha gjort det möjligt för honom att ta magistergrad (motsvarande dagens filosofiedoktor) i historia. När ansökan inte gick hans väg valde han att i stället att fullfölja en borgerlig karriär. Redan 1805 avlade han examen till rättegångsverken och samma år inträdde han vid Svea hovrätt som auskultant.

### Karriär
Livijn experimenterade inom skilda genrer, men de flesta försöken förblev ofullbordade. Under konditionen i Stockholm 1803–04 ägnade han sig åt översättningar av dramatik och egna dramatiska försök. Han var den förste i landet att upptäcka den medeltida balladen. År 1805 skrev han Sveriges första historiska blankversdrama, Torkel Knutsson, och året efter det första sagospelet, Hafsfrun, dock utan att trycka någotdera. Några år senare umgicks han med planer på att förvandla Hafsfrun till en romantisk opera, men detta realiserades aldrig. Tryckningen av Hafsfrun påbörjades 1816, men en fullständig utgåva kom inte förrän i Samlade skrifter I, 1850.
Det första verk som publicerades blev i stället en "komisk roman" vid namn Johan David Lifbergs lefverne. Inte heller detta verk avslutades. Vid romanens slut har hjälten ännu inte blivit född. Lifbergs leverne är en småstadssatir efter bland annat Sternes förebild. Livijn sysselsatte sig under denna tid med att översätta Tristram Shandy, dock utan att publicera något. En omarbetning av Ludwig Tiecks Mästerkatten i stövlar, där Livijn passade på att infoga en mängd satiriska anspelningar på svenska förhållanden, kom dock i tryck. Livijn var bland de första i Sverige att upptäcka Shakespeare och detta ett årtionde före Kungl. Teaterns Hamlet-uppsättning år 1819, som innebar ett genombrott för Shakespeare i landet.

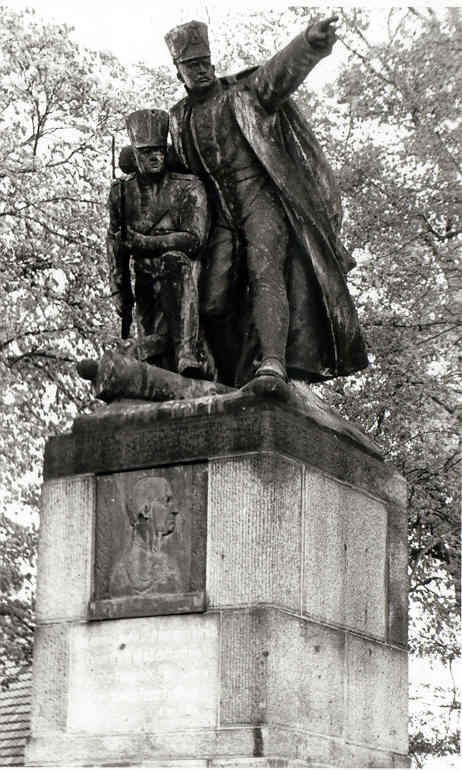
Ett minnesmärke över slaget vid Dennewitz i Tyskland hösten 1813. Clas Livijns iakttagelser från fälttåget skildras i hans "Bref från fälttågen i Tyskland och Norge", tryckta 1909.

Han blev 1808 auditör vid Skaraborgs regemente och följde med på fälttågen till Tyskland, bevistade bland annat Slaget vid Leipzig (1813) och Norge under åren 1813–1814. Som militärjurist upprördes han bland annat över att rätten dömde mildare då de anklagade var adliga. År 1817 tog han avsked från regementet och övergick till Krigshovrätten. Hans karriär fortsatte med utnämningar till krigshovrättsråd 1827 och generaldirektör i Fängelsestyrelsen 1835. På denna post visade han sig som en drivande organisatorisk kraft och genomförde en rad humanitära reformer på fångvårdens område. Sista åren i livet skrev han oförtröttligt på förslag till en reform av försvarslöshetssystemet, som bland annat kriminaliserade arbetslöshet.
Livet i fält avbröt för en tid Livijns författarskap. Det fortsattes med bland annat Berggubben, en operett med starkt burleska inslag, skriven 1817, tryckt först 1850. Axel Sigfridsson förblev ofullbordad; endast första delen av denna utvecklingsroman med självbiografiska inslag kom ut, år 1817. Axel Sigfridsson är ett försök att skriva en svensk Bildungsroman i den tradition som utgår från Goethes Wilhelm Meister – en ung man som mognar och kommer till insikt genom sitt möte med världen. För Axels del sker detta inte minst genom hans kärlek till Viktoria, en marknadsförsäljerska som han följer på hennes resor. Livijn-forskaren Johan Mortensen har pekat på likheter mellan denna kärlekshistoria och Almqvists Det går an. Livijns roman är alltså den första svenska berättelsen där kärlekens kraft öppet skildras som någonting naturligt;  det är känslolivet och inte samhällslagarna som skall råda över privatlivet. 
I augusti 1821 reste Clas Livijn till Norrköping med ångbåten Norrköping för att besöka sin mor. Under färden träffade han den 26-åriga fröken Beata Sophia Löwenborg, dotter till tullinspektören C.M.R. Löwenborg. Hon var Wirséns systerdotter och uppfödd i hans hus. Clas och Beata gifte sig den 21 september 1822 i Danderyds kyrka. De fick sex barn: 1823 Klas Gustaf Nikanor, 1824 Johan Kristoffer, 1826 Magnus Philip, 1828 Engelbrekt Karl, 1830 Rosa Helena, 1834 Edla Sofia Kristina.
Åren 1820–1821 medverkade Livijn i den mot Gamla skolan riktade smädeskriften Markalls sömnlösa nätter. Samma grupp Stockholmsromantiker möttes en andra gång för att gyckla med både fosforisterna i Uppsala och den Gamla skolan. Resultatet blev Opoetisk calender för poetiskt folk, som utkom med två nummer, ett vinterhäfte 1821 och ett sommarhäfte 1822. I den förra publicerades Livijns noveller Samvetets fantasi och Skaldens harpa. Den förra är den första svenska berättelsen i den fantastiska genren och en pärla bland tidiga svenska noveller. Skaldens harpa bygger på folkloristiska motiv. I de tyska romantikernas efterföljd utforskade Livijn både nya litterära former och nya motivkretsar.
Livijn kände många av samtidens lärda, publicister och skönlitterära författare. Hans hem var en naturlig samlingspunkt för många av dem och själv deltog han flitigt i olika ordenssällskap, exempelvis Par Bricole och Gröna rutan. Ungdomsåren präglades av vänskapen med Lorenzo Hammarsköld. Under senare delen av livet samarbetade han bland annat med Johan Christoffer Askelöf. Med ungdomsvännen Leonard Fredrik Rääf förde han en mångårig korrespondens. Det är också genom Rääf som vi känner till Livijns sista tid. Efter besöket hos den döende vännen skrev Rääf i ett brev till professor Wilhelm Gabriel Lagus i Helsingfors:
"Livijn dör i höst av upplösning i hjärnan eller annan dylik obotlig sjukdom. Den ärans mannen sitter nu, mellan täta dödsanfall, minnesslö, utan att kunna finna namn och meningar."
Rääf gav honom i eftermälet epitetet snille. Av Gunnar Ekelöf har han kallats för en ”romantiker med antiromantisk tendens” och för ”en litteratör som inte fann sig hemma i några kotterier”.
Den 12 oktober 1844 avled Livijn, som efter att 1834 ha drabbats av koleran aldrig helt hade återvunnit krafterna och sin forna andliga vitalitet. Han begravdes på Hedvig Eleonora kyrkogård i Stockholm.

## Kvarlåtenskap –Spader Dameblev livsverket
Det enda större skönlitterära arbete som Livijn fullbordade är Spader Dame. En berättelse i bref, funne på Danviken. Det är också Clas Livijns mest kända verk och trycktes för första gången i Stockholm år 1824. Första nytrycket av Spader Dame kom i sin tur ut i Örebro mellan åren 1850–1852, då Adolf Iwar Arwidsson gav ut ett urval ur Livijns efterlämnade handskrifter under titeln Samlade skrifter. Romanen trycktes även som bihang till Mila Hallmans studie av Clas Livijn år 1909. Boken blev åter uppmärksammad inte minst av 1950-talets unga "romantiker" i svensk litteratur, då den åter trycktes med nya illustrationer av Gunnar Brusewitz. På senare år har Börje Räftegård givit ut romanen två gånger: 1987 i en antologi romantiska berättelser och 1997 i Svenska Akademiens utgåva, med förord av Kjell Espmark.
Bo Grandien berättar i förordet till nyutgåvan från år 1953:
"Spader Dame är en liten egendomlig roman, säkert en av de egendomligaste som har skrivits i Sverige. Den är till största delen en brevroman; breven är ställda till en drunknad vän. En kall dödsvind blåser mellan bladen. Kanske är det riktigare att kalla Spader Dame en lång prosadikt istället för en kort roman. Med undantag för några rättegångsprotokoll består den av enda monolog, avfattad på lyrisk prosa. Den egentligen ovidkommande handlingens enkla linjer skymtar svagt bakom den stundtals enastående poetiska svadan. Läsaren får stifta bekantskap med en yrande följd av bilder, drömsyner och halsbrytande liknelser. Stämningarna växlar snabbt, den mest upphöjda skildring avbryts oväntat av motsatsen, högt och lågt blandas, överraskningarna kommer slag i slag och skapar ett slags chockverkan som vi väl känner från den moderna dikten och som kännetecknande ett humoristiskt stilideal från de underliga, upprörda åren efter napoleonkrigens slut. Hånet står ständigt på lur; det är inte den hjärtligaste humorn som här exekveras. Boken är på sina håll svårbegriplig, eftersom den innehåller en del anspelningar och satirer som en modern läsare står främmande för. Det är dock bara detaljer. Den våldsamma satiren över den tidens groteska rättsförhållanden torde emellertid inte vara obegriplig för någon."
Huvudpersonen är den bisarre och geniale studenten Zachäus Schenander. Han och hans utvalda, Marie, alias Spader Dame, får inte varandra. De går båda under; de kan inte göra sina anspråk gällande i en värld där rättvisan står i maktens tjänst. Schenander bemöter ödet med ironisk överlägsenhet – det är också allt han kan göra.
Spader Dame är en bitande skarp samhällssatir och en märklig människoskildring, full av fantasi och bruten humor, groteska eller sprött lyriska infall och djärva metaforer. Den starkt subjektiva stilen i denna bok visar Livijn som lärjunge till författare som Laurence Sterne, Jean Paul, Ludwig Tieck och E.T.A. Hoffmann.

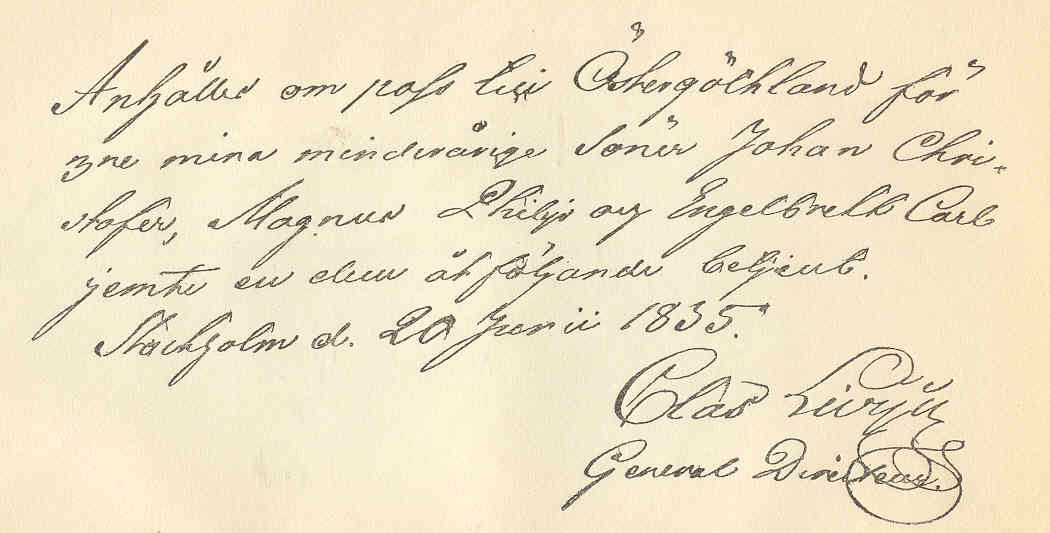
Faksimil av Clas Livijns handstil och namnteckning anno 1835.

Ett talande citat är följande ställe om humor ur kapitel XVII (originalutgåvan var tryckt i fraktur):
"Nu wet jag emellertid hwad humor är. Ingen ting annat, än daggens droppar, gråtna i en öppen graf: geniets förtwiflan: smärtans försök att på skämt bita sig sjelf: gudagnistans weklagan öfwer lifwets lycksalighet: korteligen litet lefrad blod, preßad ur hjertat, genom skoskaf under dansen med den Babyloniska mamsellen. Deraf bildar mången en ros och kastar den i tårarnes omätliga haf, der wäxer och utwidgar den sig i tusende blad, samt frambär blodkalkar åt wattnets National=convent; men Conventet säger, att mödan med rosengryns tillredande gör medborgsmannen wäl förtjent af samhället, och den menige hopen på gallerierne klappar bifall deråt, i hopp att få något reelt, någon grynwälling för sin förstfödslorätt."
I Livijns omfångsrika skriftliga kvarlåtenskap av uppsatser, dikter, dramer, romaner och översättningar (14 band, förvarade på Kungl. biblioteket i Stockholm) är det mesta fragmentariskt. Omkring 1829 var Livijn i färd med att trycka romanen Riddar S:t Jöran. Tryckningen avbröts av okänd anledning. På Kungl. biblioteket förvaras det enda kända exemplaret i ombruten korrektur. År 1993 publicerades romanen i Berlin, av den tyske skandivinisten Stephan Michael Schröder, som rekonstruerade en sammanhängande berättelse ur efterlämnat handskriftsmaterial. Riddar S:t Jöran är en nyckelroman och en allegorisk skildring av samtida svenska förhållanden.
Även om det är Livijns skönlitterära verksamhet som hittills fått mest uppmärksamhet, har hans gärning som jurist och ämbetsman även avsatt bestående spår i det svenska rättsväsendet och förvaltningen. Han medverkade i en mängd tidskrifter och skrev en rad broschyrer i politiska och sociala frågor, samt militärhistoria. Särskilt uppmärksammade han problem som följde med försvarslöshetssystemet, orättvisor i skattesystemet och rättsväsendet. Fång- och fattigvård låg honom varmt om hjärtat. Bland hans uppdrag som jurist kan nämnas att han förde Alexander Setons sak i Setonprocessen. Av de ca 4 000 titlar som hans efterlämnade bibliotek bestod av utgjordes den dominerande delen av verk i juridik och rättshistoria. Än väntar man på forskning som skulle belysa denna sida i hans verksamhet.
Clas Livijn var inte ensam östgöte i sitt skriftställarskap. Den romantiska rörelsen som bröt fram inom svensk litteratur under början av 1800-talet, tog sina pionjärer från Östergötland. Det kan med fog sägas att den svenska romantikens ursprung ska sökas här, vid sidan av Värmland. Clas Livijn, född i Skänninge, Samuel Hedborn, från Heda, Per Daniel Amadeus Atterbom, från Åsbodalen, "Ydredrotten" Leonard Fredrik Rääf, den lärde Vilhelm Fredrik Palmblad, född i Skönberga – alla var de östgötar och alla hämtade de starka och bestående intryck från sin hemprovins.

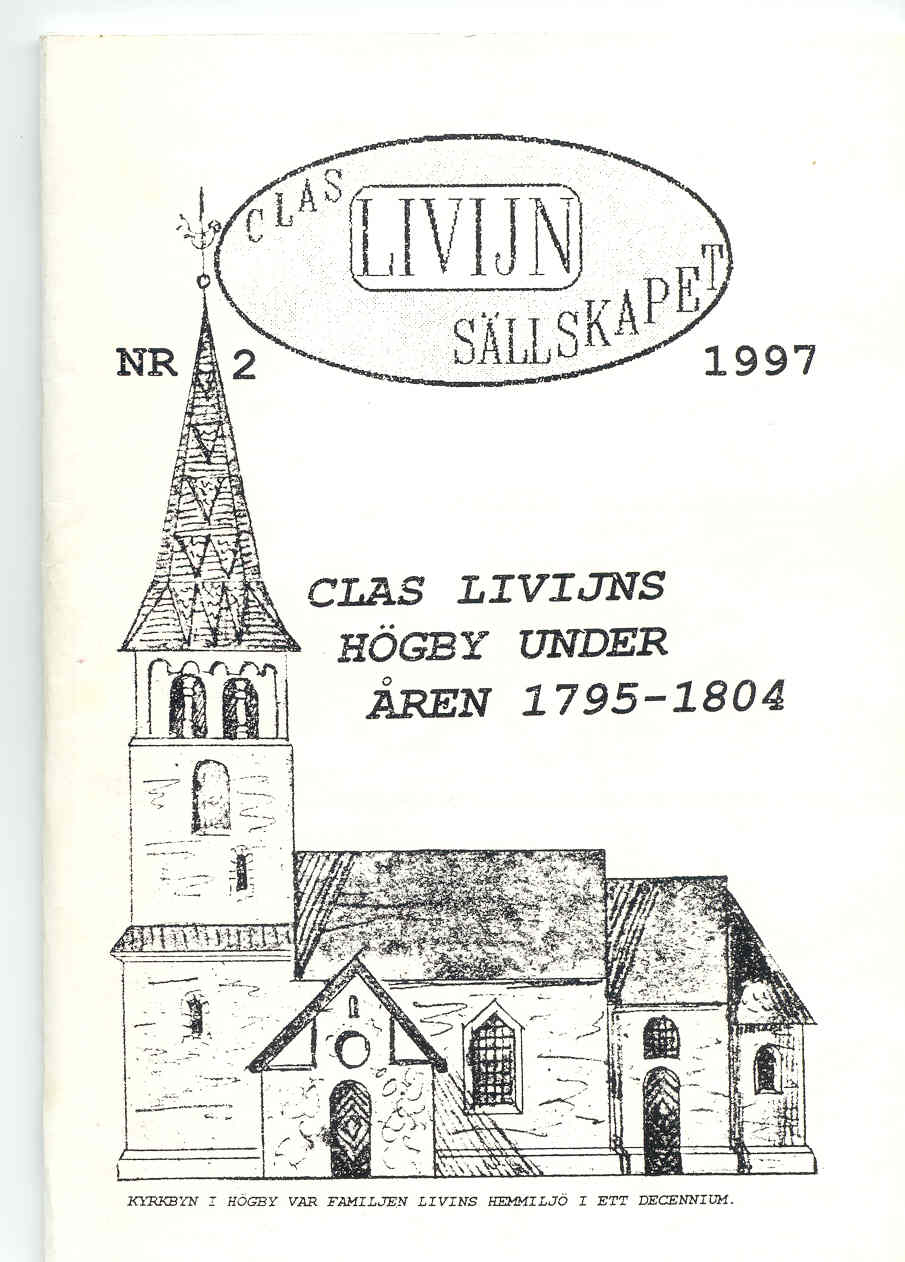
"Clas Livijn-sällskapet", bildades i Skänninge år 1997.

### Delar av Clas Livijns brevväxling finns utgivna i
- Dagen före drabbningen eller Nya skolan och dess män i sin uppkomst och sina förberedelser 1802-1810. Ur Hammarsköldska brefvexlingen, Sällskapet V. V:s handlingar med mera, utgivare Rudolf Hjärne (Stockholm 1882)
- Bref rörande nya skolans historia 1810-1811, utgivare Gudmund Frunck (Upsala, 1886-1903)
- Clas Livijn. Bref från fälttågen i Tyskland och Norge 1813 och 1814, utgivare Johan Mortensen (Stockholm 1909)